# 3905 Doppler
3905 Doppler este un asteroid din centura principală, descoperit pe 28 august 1984, de Antonín Mrkos.